# Opere e documenti di papa Benedetto XVI

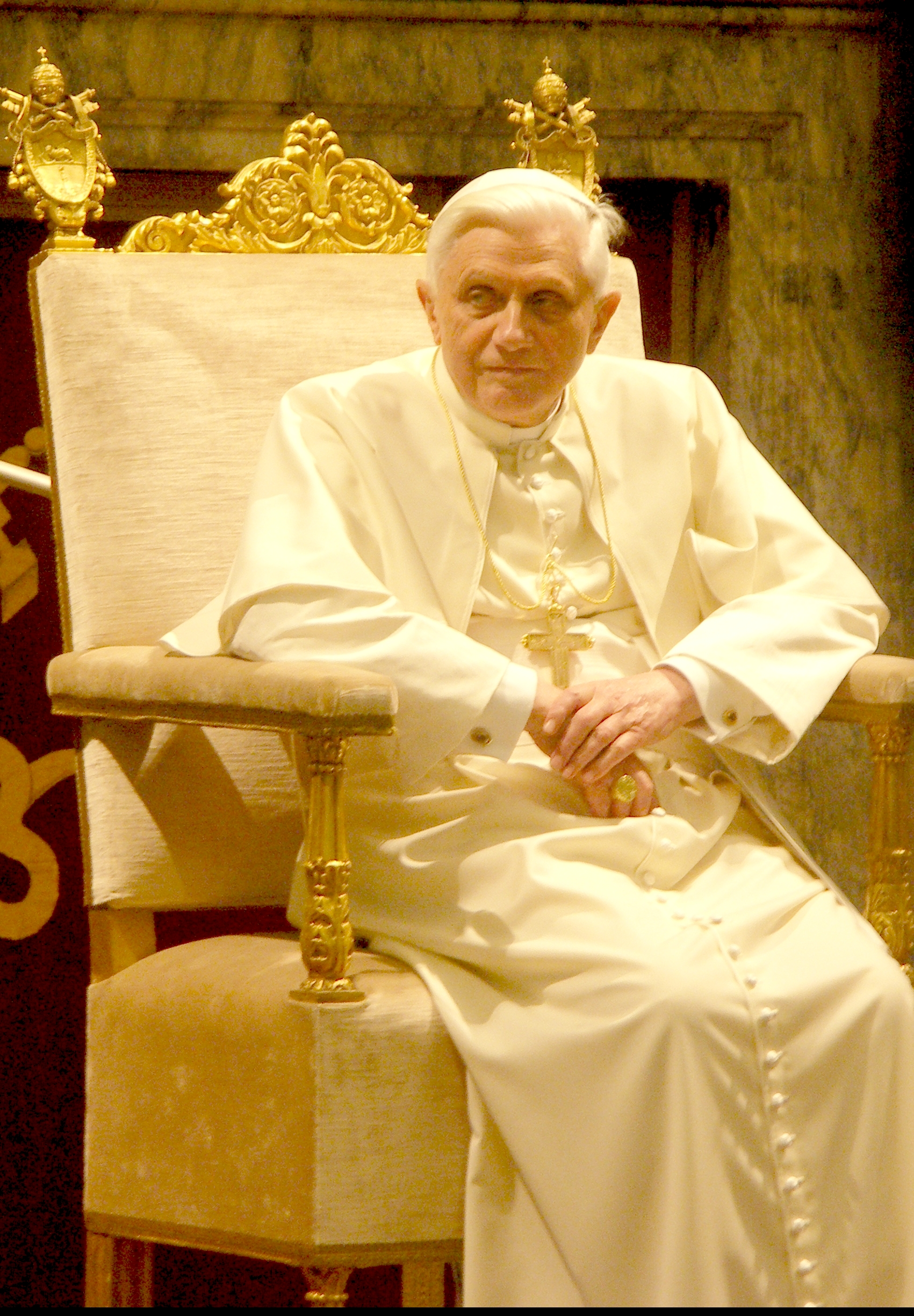
Papa Benedetto XVI

Il seguente elenco raccoglie opere e documenti di papa Benedetto XVI.

## Documenti pontifici
Il primo documento ufficiale di papa Benedetto XVI è l'Ordo rituum pro ministerii Petrini initio Romae episcopi (in italiano: Riti per l'inizio del ministero petrino del vescovo di Roma), approvato dal pontefice il giorno seguente la sua elezione, il 20 aprile 2005, in sostituzione del vecchio rito di incoronazione dei papi.

### Encicliche
- Deus caritas est (Dio è Amore), 25 dicembre 2005.
- Spe salvi (Salvati nella Speranza), 30 novembre 2007.
- Caritas in veritate (La carità nella verità), 29 giugno 2009.[1]

### Esortazioni apostoliche
- Sacramentum caritatis (22 febbraio 2007).[2]
- Verbum Domini (30 settembre 2010).[3]
- Africae Munus (20 novembre 2011)
- Ecclesia in Medio Oriente (14 settembre 2012)

### Motu proprio
- L'antica e venerabile Basilica (31 maggio 2005).
- L'approvazione e la pubblicazione del Compendio del Catechismo della Chiesa Cattolica (28 giugno 2005).
- Totius orbis (9 novembre 2005).
- De aliquibus mutationibus in normis de electione Romani Pontificis (11 giugno 2007)
- Summorum Pontificum (7 luglio 2007).
- Antiqua ordinatione (21 giugno 2008).
- Ecclesiae unitatem (2 luglio 2009).
- Approvazione del nuovo statuto dell'Ufficio del Lavoro della Sede Apostolica (ULSA) (7 luglio 2009)
- Omnium in mentem (26 ottobre 2009)[4]
- Ubicumque et semper (21 settembre 2010)[5]
- Prevenzione e contrasto delle attività illegali in campo finanziario e monetario (30 dicembre 2010)[6]
- Quaerit Semper (30 agosto 2011)[7]
- Porta fidei (11 ottobre 2011).
- Latina lingua (10 novembre 2012).
- Intima Ecclesiae natura (11 novembre 2012).
- Fides per doctrinam (16 gennaio 2013).
- Ministrorum institutio (16 gennaio 2013).
- Normas nonnullas (22 febbraio 2013).

### Costituzioni apostoliche
- Carthaginensis (24 maggio 2005).
- Gulbargensis (24 giugno 2005).
- Sindhudurgiensis (5 luglio 2005).
- Auguensis (8 luglio 2005).
- Iaipurensis (20 luglio 2005).
- Dominae Nostrae Naregensis (12 settembre 2005).
- Yorensis (19 settembre 2005).
- Serrignensis (21 settembre 2005).
- Barianensis (22 novembre 2005).
- Itanagariensis (7 dicembre 2005).
- Miaoensis (7 dicembre 2005).
- Buxarensis (12 dicembre 2005).
- Fagarasiensis (14 dicembre 2005).
- Uromiensis (14 dicembre 2005).
- Maumerensis (14 dicembre 2005).
- Pekhonensis (15 dicembre 2005).
- Iovaiensis (28 gennaio 2006).
- Nongstoinensis (28 gennaio 2006).
- Bancoënsis (17 gennaio 2006).
- Iashpuriensis (23 marzo 2006).
- Kyrgyzstaniae (18 marzo 2006).
- Novae Urbis (7 aprile 2006).
- Sombotiensis (7 aprile 2006).
- Celeiensis (7 aprile 2006).
- Mariborensis (7 aprile 2006).
- Moramangana (13 maggio 2006).
- Banmavensis (28 agosto 2006).
- Agbovillensis (14 ottobre 2006).
- Sydneyensis (21 ottobre 2006).
- Tigiuanaënsis et aliarum (25 novembre 2006).
- Goana et Damanensis (25 novembre 2006).
- Buiumburaënsis (25 novembre 2006).
- Sancti Ioseph Pinealensis (6 dicembre 2006).
- Sinuensis (26 gennaio 2007).
- Nepalianus (10 febbraio 2007).
- Riviangulanensi-Labradorensi (31 maggio 2007).
- Shendamensis (2 giugno 2007).
- Ioannesburgensis (5 giugno 2007).
- Caxitonensis (6 giugno 2007).
- Viananensis (6 giugno 2007).
- Burkinae Fasanae et Nigris (12 giugno 2007).
- Donkorkromensis (12 giugno 2007).
- Niameyensis (25 giugno 2007).
- Sandakanensis (16 luglio 2007).
- Techimanensis (28 dicembre 2007).
- Cassaviensis (30 gennaio 2008).
- Bratislaviensis (30 gennaio 2008).
- Prešoviensis (30 gennaio 2008).
- Slovachia (14 febbraio 2008).
- Florianensis (27 febbraio 2008).
- Faiardensis-Humacaensis (11 marzo 2008).
- Insulensem (30 marzo 2008).
- Huariensis (4 aprile 2008).
- Kotakina-Baluensis (23 maggio 2008).
- Diacovensis-Osijekensis (18 giugno 2008).
- Sirmiensis (18 giugno 2008).
- Kribensis (19 giugno 2008).
- Ottingensis (1º luglio 2008).
- Nigromontana (2 luglio 2008).
- Sinuvitullensis-Miragoanensis (13 luglio 2008).
- Galapagensis (15 luglio 2008).
- Kayangana (14 agosto 2008).
- Rutana (17 gennaio 2009).
- Hpaanensis (24 gennaio 2009).
- Esquelensis (14 marzo 2009).
- Namibensis (21 marzo 2009).
- Libmanana (25 marzo 2009).
- Oberensis (13 giugno 2009).
- Mongensis (13 giugno 2009).
- Anglicanorum coetibus (4 novembre 2009).
- Gimaënsis-Bongana (5 dicembre 2009).
- Gambellensis (5 dicembre 2009).
- Sisciensis (5 dicembre 2009).
- Bellovariensis-Crisiensis (5 dicembre 2009).
- Russiae (9 dicembre 2009).
- Donkorkromensis (19 gennaio 2010).
- Hosannensis (20 gennaio 2010).
- Malianensis (30 gennaio 2010).
- Collegium Teutonicum S. Mariae in Coemeterio (18 febbraio 2010).
- Sancti Ioannis Baptistae De Calama (20 febbraio 2010).
- Tunetana (22 febbraio 2010).
- Toamasinensis (26 febbraio 2010).
- Quettensis (29 aprile 2010).
- Insularum Comorensium (1º maggio 2010).
- Ipilensis (1º maggio 2010).
- Salicensis (16 giugno 2010).
- Foederatae Civitates Americae Septentrionalis (15 luglio 2010).
- Karogana (21 luglio 2010).
- Bundana (27 novembre 2010).
- Camassariensis (15 dicembre 2010).
- Boënsis (15 gennaio 2011).
- Ordinariatus Militaris in Bosnia et Herzegovia (1º febbraio 2011).
- Lilongvensis (9 febbraio 2011).
- Impfondensis (11 febbraio 2011).
- Kondoaënsis (12 marzo 2011).
- Machiquesensis (9 aprile 2011).
- Malaniensis (12 aprile 2011).
- Saurimoënsis (12 aprile 2011).
- Passofundensis (13 aprile 2011).
- Sanctae-Mariae (13 aprile 2011).
- Pelotensis (13 aprile 2011).
- Naviraiensis (1º giugno 2011).
- Torontina (14 giugno 2011).
- Sylethensis (8 luglio 2011).
- Malaesia (27 luglio 2011).
- Azerbaigianiensis (4 agosto 2011).
- Gauana (30 novembre 2011).
- Obidensis (9 novembre 2011).
- Kabvensis (29 ottobre 2011).
- Ceibensis (30 dicembre 2011).
- Ifakarensis (14 gennaio 2012).
- Robensis (11 febbraio 2012).
- Tenkodogoënsis (11 febbraio 2012).
- Segheneitensis (13 febbraio 2012).
- Faridabadensis Syro-Malabarensium (6 marzo 2012).
- Sanctae Familiae Londiniensis (18 gennaio 2013).[8]

## Opere personali

### Libri
- Chiesa e popolo di Dio in S. Agostino (1954).
- San Bonaventura. La teologia della storia (1959).
- Il Dio della fede ed il dio dei filosofi (1959).
- La fraternità cristiana (1960).
- Episcopato e primato (1961, con Karl Rahner).
- Rivelazione e Tradizione (1965, con Karl Rahner).
- Il fondamento sacramentale dell'esistenza cristiana (1966).
- Introduzione al cristianesimo. Lezioni sul simbolo apostolico (1968).
- Il nuovo popolo di Dio (1969).
- La democrazia nella Chiesa (1970).
- Fede e futuro (1970).
- L'unità delle nazioni. Uno sguardo dei Padri della Chiesa (1971).
- Sulla Settimana santa: meditazioni teologiche (1971).
- Dogma e predicazione (1973).
- Speranza del grano di senape (1973).
- Mistero di Salvezza. Scritti in onore di J. Auer (1975, con H. Rossmann).
- I fondamenti della morale cristiana (1975) (con H. Schurmann e H.U. von Balthasar).
- Il Dio di Gesù Cristo (1976).
- Piccola dogmatica cattolica 9 voll. (1969-1977, con J. Auer).
- La figlia di Sion (1977).
- Escatologia. Morte e vita eterna (1977).
- Vivere con la Chiesa (1978) (con K. Lehmann).
- Eucaristia. Cuore della Chiesa. Quattro prediche (1978).
- Sul concetto di sacramento (1979).
- Maria. Chiesa nascente (1980) (con H.U. von Balthasar).
- La festa della fede (1981).
- Elementi di teologia fondamentale (1982).
- Guardare al Crocifisso (1984).
- Rapporto sulla fede (intervista di Vittorio Messori) (1985).
- Cerco il tuo volto, Dio: meditazioni nel corso dell'anno liturgico (1985).
- Teologia, ecumenismo, politica. Nuovi saggi di ecclesiologia (1987).
- Guardare a Cristo (1989)
- La Chiesa (1991)
- Natura e compito della teologia (1993)
- Cantate al Signore un canto nuovo (1995)
- Il sale della terra. Cristianesimo e Chiesa cattolica nella svolta del millennio (intervista di Peter Seewald) (1996).
- Cielo e terra. Riflessioni su politica e fede (1997).
- La mia vita. Ricordi (1927-1977) (1997).
- Giovanni Paolo II. Vent'anni nella storia (1999).
- Introduzione allo spirito della liturgia (2000).
- Dio e il Mondo. Essere cristiani nel nuovo millennio (intervista di Peter Seewald) (2000).
- Il Dio vicino (2001) ISBN 88-215-4818-X.
- Europa, i suoi fondamenti oggi e domani (2004).
- Senza radici scritto insieme a Marcello Pera (2004).
- L'Europa di Benedetto (2005).
- Gesù di Nazaret (2007).
- Luce del mondo (intervista di Peter Seewald) (2010).
- Gesù di Nazaret. Dall'ingresso in Gerusalemme fino alla risurrezione (2011).
- L'infanzia di Gesù (2012).
- Testimoni del messaggio cristiano (2012).
- Caro papa teologo, caro matematico ateo. Dialogo tra fede e ragione, religione e scienza (con Piergiorgio Odifreddi) (2013).
- Ultime conversazioni (intervista di Peter Seewald) (2016).
- Che cos'è il cristianesimo. Quasi un testamento spirituale (2023, postumo)

### Raccolte di testi
- La Rivoluzione di Dio (2005).
- Immagini di speranza. Le feste cristiane in compagnia del Papa (2005).
- Nuove irruzioni dello spirito (2006).
- Giovanni Paolo II - Il mio amato predecessore (2007).
- Imparare ad amare (2007).
- Dio è sempre nuovo (2023, postumo).

### Opere musicali
- Alma Mater - Musica dal Vaticano (2009).[9]